# Rio Barka
O Rio Barka é um rio eritreu que flui das Terras Altas da Eritreia às planícies do Sudão. Com o comprimento de cerca de 640 km, o rio Barka estabelece seus fluxos de Asmara e flui em uma direção à nororeste, passando por Agordat. Ele funde-se com o Rio Anseba próximo à costa do Sudão.